# Gladys Knight & the Pips
Gladys Knight & the Pips war eine mehrfach mit dem Grammy ausgezeichnete US-amerikanische Soul-Vokalgruppe, die von den 1960er bis weit in die 1980er Jahre über drei Jahrzehnte zu den erfolgreichsten Künstlern dieses Genres gehörte. Auf dem Höhepunkt ihrer Karriere, 1973 und 1974, waren sie sogar die erfolgreichste Gruppe Amerikas in den Single-Charts. Zu ihren bekanntesten und erfolgreichsten Aufnahmen zählen I Heard It Through the Grapevine (1967), Neither One of Us (Wants to Be the First to Say Goodbye) sowie der einzige Nummer-eins-Hit der Gruppe in den US-Pop-Charts, Midnight Train to Georgia (1973). Die Gruppe trennte sich 1989, Gladys Knight setzte ihre Karriere solo fort. 1996 erfolgte die Aufnahme von Gladys Knight & the Pips in die Rock and Roll Hall of Fame.

## Karriere
Gladys Knight (* 28. Mai 1944) war erst acht Jahre alt, als sie die Band 1952 mit ihren Brüdern Merald „Bubba“ Knight (* 4. September 1942), ihrer Schwester Brenda Knight sowie ihrem Cousin William Guest (2. Juni 1941 – 24. Dezember 2015) und ihrer Cousine Eleanor Guest in Atlanta gründete. Zunächst nannte sich das Familienensemble schlicht „The Pips“. Auch die erste, erfolglose Single Whistle My Love, die 1958 veröffentlicht wurde, erschien unter diesem Namen. Jedoch tourten sie mit populären Blues- und Soul-Größen wie B. B. King, Jackie Wilson oder Sam Cooke. 1959 verließen Eleanor Guest und Brenda Knight die Pips. Als Ersatz kamen Edward Patten (27. August 1939 – 25. Februar 2005), ein weiterer Cousin der Knights, sowie Langston George.
1960 erschien die Single Every Beat of My Heart bei drei verschiedenen Labels, die Version auf Vee Jay Records war die erfolgreichste und gleichzeitig der erste Hit für The Pips. Sie schaffte es bis in die Top 10 der amerikanischen Pop- und auf Platz eins der R&B-Charts. Noch im gleichen Jahre nannte sich die Gruppe in den bis heute bekannten Namen Gladys Knight & the Pips um. Mit der Single Letter Full of Tears gelang zunächst ein Anschlusserfolg, jedoch wackelte bereits 1962 das Fundament der Gruppe. So verließen sowohl Langston George als auch Gladys Knight die Band, um eine Familie zu gründen. In der Folge entstanden die Singles Linda und Happiness (Is the Light of Love) ohne die weibliche Verstärkung. Das Ensemble wechselte abermals die Plattenfirma, Knight kehrte schließlich 1964 zur Gruppe zurück und nun stand endlich jene Besetzung, die in den folgenden Jahrzehnten die großen Erfolge feiern sollte: Gladys und Bubba Knight, Edward Patten sowie William Guest.
Nach einigen weniger erfolgreichen Singles unterzeichnete die Gruppe schließlich 1966 einen Vertrag bei Soul Records, einem Sublabel von Motown. Zunächst hatte Gladys Knight Angst, dass die anderen erfolgreichen Künstler der Plattenfirma ihrer Band im wahrsten Sinne des Wortes die Show stehlen könnte. Nicht zu Unrecht, wie sie Jahrzehnte später in einem Interview mit der Süddeutschen bestätigte. Die Sängerin führte dies
auf eine Art „Kasten-System“ zurück, das Labelchef Berry Gordy im Laufe der Jahre eingeführt hatte, um seine Künstler zu kontrollieren: „Und schließlich gab es noch die Knechte am unteren Ende der Leiter. Zu denen haben wir gehört. Wir galten als Unruhestifter.“
Dennoch gelang der Gruppe mithilfe von Motown und Produzenten wie Norman Whitfield oder Ashford & Simpson eine beachtliche Serie von Hits, die bis in die 1970er Jahre reichte. Am erfolgreichsten waren I Heard It Through the Grapevine (1967) und Neither One of Us (Wants to Be the First to Say Goodbye) (1973), die jeweils Platz zwei der US-Charts erreichten. Darüber hinaus gelangten sie damit auch an die Spitze der R&B-Charts, wo sie regelmäßig große Erfolge feiern konnten. So stand dort auch die Ballade If I Were Your Woman auf Platz eins. Weitere bemerkenswerte Hits waren The Nitty Gritty und Friendship Train im Jahre 1969 sowie der letzte Top-10-Erfolg bei Motown, Daddy Could Swear, I Declare, 1973. Während ihrer Zeit bei Motown machte Gladys Knight Berry Gordy darüber hinaus auf eine talentierte Kinderband namens The Jackson Five aufmerksam, die kurze Zeit später von Gordy unter Vertrag genommen wurde und ebenfalls Musikgeschichte schrieb.

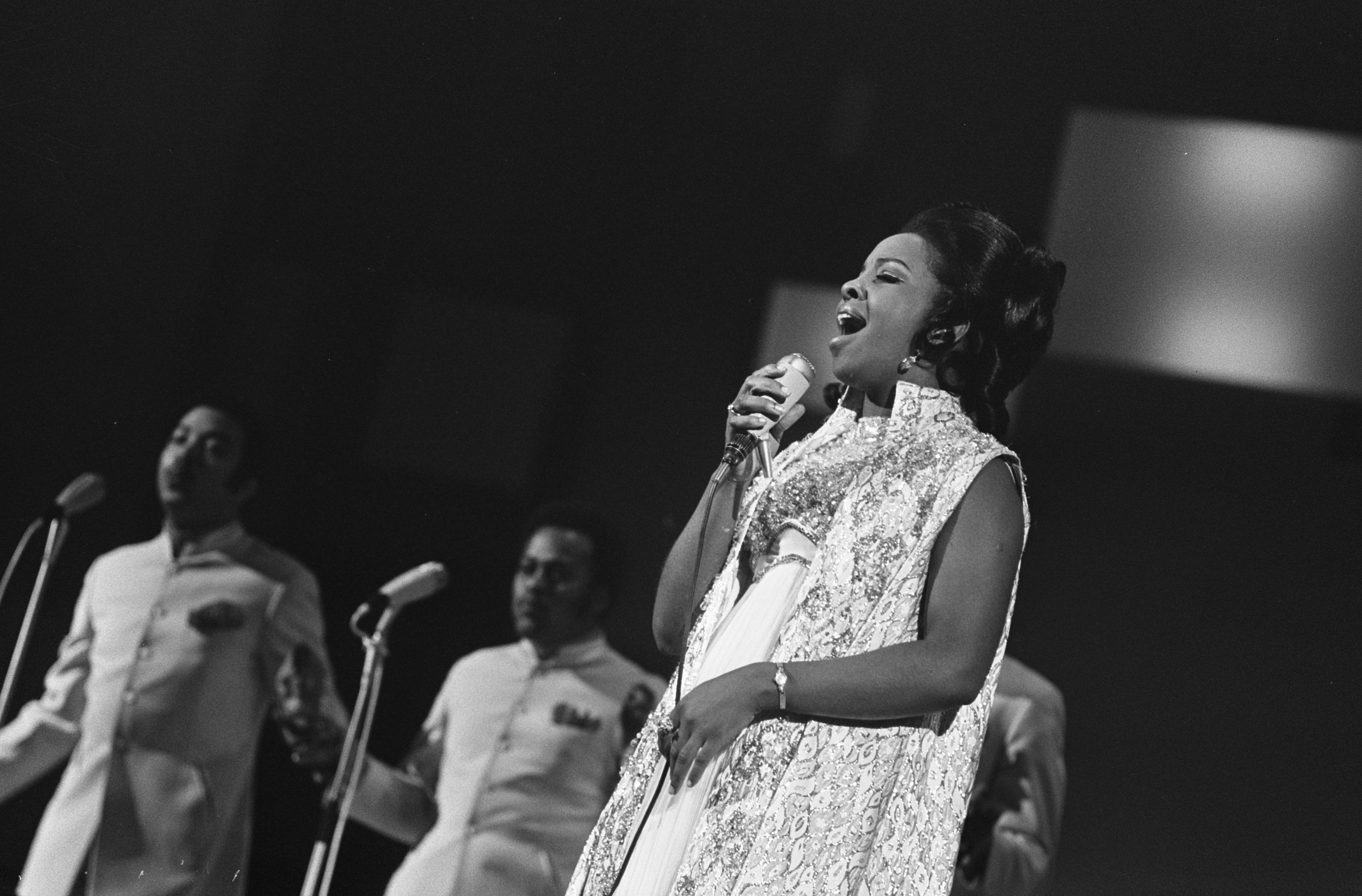
Gladys Knight & the Pips (1969)

Die größten Erfolge hatten Gladys Knight & the Pips in den Jahren 1973 bis 1974, nachdem sie zu Buddah Records wechselten. Bereits die zweite Single, Midnight Train to Georgia, war ein Millionenseller und ihr einziger Nummer-1-Hit in den Billboard Hot 100, der auch mit Gold und dem Grammy ausgezeichnet wurde. Auch die drei folgenden Singles waren große Hits und erhielten ebenfalls jeweils eine Gold-Auszeichnung: I’ve Got to Use My Imagination und Best Thing That Ever Happened to Me, jeweils 1973 Platz eins der R&B-Charts sowie On and On aus dem Soundtrack zum Film Claudine, 1974, Platz zwei in besagter Hitliste. Alle genannten Titel waren auch in den Top 5 der Pop-Charts zu finden. Parallel dazu veröffentlichte auch Motown weiterhin Platten der Gruppe, die sich ebenfalls solide verkauften.
1974 gelang der Band mit I Feel a Song in My Heart ein weiterer Nummer-eins-Hit in den R&B-Charts, weitere Top-10-Hits schlossen sich hier an, in den Pop-Hitlisten ließ der Erfolg allerdings langsam nach. Knight gab 1976 in dem Film Pipe Dreams ihr Kinodebüt und steuerte mit ihren Pips auch den Soundtrack bei. Ein Jahr später versuchte sich die Gruppe im damals überaus angesagten Disco-Genre und arbeitete unter anderem mit Van McCoy bei dem britischen Top-5-Hit Baby Don’t Change Your Mind zusammen. Auch Come Back and Finish What Your Started im Jahr darauf, stammte aus seiner Feder.
Ab 1977 verstrickten sich Gladys Knight & the Pips für mehrere Jahre in vertragliche Schwierigkeiten mit Buddah. In der Folge erschienen zwei kaum beachtete Soloalben von Gladys Knight und auch die Pips unterschrieben bei dem auf Disco spezialisierten Label Casablanca für zwei kaum wahrgenommene LPs. Für etwas Aufmerksamkeit sorgte ein humorvoller Auftritt der Pips in der kurzlebigen Richard Pryor Show, bei dem das Trio nur die Background-Parts sang. An den Stellen, an denen Gladys Knight gesungen hätte, wurde ein verwaistes Mikrofon eingeblendet.
Erst 1980 waren die Unstimmigkeiten beigelegt und Gladys Knight & the Pips unterzeichneten einen neuen Vertrag bei Columbia. Mit Landlord (1980) und dem von Ashford & Simpson produzierten Album About Love gelang das Comeback. 1983 folgte mit Save the Overtime (for Me) der erste R&B-Nummer-eins-Hit seit 1974. Das dazugehörige Album Visions erhielt Gold. Das zwei Jahre später veröffentlichte Werk Life floppte dagegen und Columbia beendete die Zusammenarbeit. Gladys Knight war noch im gleichen Jahr neben Elton John und Stevie Wonder Gastsängerin beim US-Nummer-eins-Hit That’s What Friends Are For von Dionne Warwick.
Zwei Jahre später erschien das mit einer Vielzahl von Produzenten entwickelte Album All Our Love bei MCA – es sollte das letzte Werk von Gladys Knight & the Pips werden. Mit Love Overboard feierte die Gruppe 1988 noch einmal einen großen Hit. Die Single erreichte die Top 20 der Pop- und Platz eins der R&B-Charts und war auch in den Clubs der damaligen Zeit sehr erfolgreich. Eine Grammy-Auszeichnung gab es obendrein. Trotz dieser Erfolge trennte sich Gladys Knight 1989 endgültig von den Pips und machte solo weiter. Bubba Knight, Patten und Guest zogen sich hinter die Kulissen des Showgeschäfts zurück. Bubba Knight tritt jedoch hin und wieder noch auf und veröffentlichte 2018 die Single Rock on (Vegas City).
Eine kurze Reunion gab es 1996 als Gladys Knight & the Pips in die Rock and Roll Hall of Fame aufgenommen wurden. Edward Patten war zu diesem Zeitpunkt bereits erkrankt und konnte die Auszeichnung nur noch im Rollstuhl entgegennehmen. Er verstarb am 25. Februar 2005 im Alter von 65 Jahren an einem Schlaganfall, den er infolge seiner langjährigen Diabetes-Erkrankung erlitten hatte. Am 24. Dezember 2015 starb William Guest im Alter von 74 Jahren an den Folgen einer Herzinsuffizienz. Das Gründungsmitglied Elenor Guest war bereits 1997 verstorben.

## Diskografie
Studioalben

| Jahr | Titel Musiklabel Katalog-Nr.   | Höchstplatzierung, Gesamtwochen, AuszeichnungChartplatzierungen (Jahr, Titel, Musiklabel Katalog-Nr., Platzierungen, Wochen, Auszeichnungen, Anmerkungen) | Höchstplatzierung, Gesamtwochen, AuszeichnungChartplatzierungen (Jahr, Titel, Musiklabel Katalog-Nr., Platzierungen, Wochen, Auszeichnungen, Anmerkungen) | Höchstplatzierung, Gesamtwochen, AuszeichnungChartplatzierungen (Jahr, Titel, Musiklabel Katalog-Nr., Platzierungen, Wochen, Auszeichnungen, Anmerkungen) | Anmerkungen |
| Jahr | Titel Musiklabel Katalog-Nr.   | UK | US | R&B | Anmerkungen |
| ---- | ------------------------------ | --- | --- | --- | --- |
| 1967 | Everybody Needs Love Soul 706  | — | US60 (24 Wo.)US | R&B12 (26 Wo.)R&B | Erstveröffentlichung: September 1967 Produzent: Norman Whitfield |
| 1968 | Feelin’ Bluesy Soul 707        | — | US158 (13 Wo.)US | R&B12 (21 Wo.)R&B | Erstveröffentlichung: Mai 1968 Produzent: Norman Whitfield |
| 1969 | Silk n’ Soul Soul 711          | — | US136 (16 Wo.)US | R&B11 (24 Wo.)R&B | Erstveröffentlichung: Dezember 1968 Produzent: Norman Whitfield |
| 1969 | Nitty Gritty Soul 713          | — | US81 (10 Wo.)US | R&B11 (21 Wo.)R&B | Erstveröffentlichung: Oktober 1969 Produzent: Norman Whitfield |
| 1971 | If I Were Your Woman Soul 731  | — | US35 (26 Wo.)US | R&B4 (25 Wo.)R&B | Erstveröffentlichung: Mai 1971 Produzenten: Clay McMurray, Joe Hinton, Johnny Bristol |
| 1972 | Standing Ovation Soul 736      | — | US60 (24 Wo.)US | R&B11 (22 Wo.)R&B | Erstveröffentlichung: Dezember 1971 Produzenten: Clay McMurray, Johnny Bristol |
| 1973 | Neither One of Us Soul 737     | — | US9 (30 Wo.)US | R&B1 (32 Wo.)R&B | Erstveröffentlichung: Februar 1973 Produzenten: Clay McMurray, Johnny Bristol, Joe Porter, Dino Fekaris, Nick Zesses, Hal Davis                                                               |
| 1973 | All I Need Is Time Soul 739    | — | US70 (21 Wo.)US | R&B14 (23 Wo.)R&B | Erstveröffentlichung: Juni 1973 Produzenten: Clay McMurray, Johnny Bristol, Joe Porter, Hal Davis                                                                                             |
| 1973 | Imagination Buddah 5141        | — | US9 Gold · (61 Wo.)US | R&B1 (53 Wo.)R&B | Erstveröffentlichung: Oktober 1973 Produzenten: Kenny Kerner, Richie Wise, Tony Camillo |
| 1974 | Knight Time Soul 741           | — | US139 (11 Wo.)US | R&B29 (11 Wo.)R&B | Erstveröffentlichung: März 1974 Produzenten: Clay McMurray, Johnny Bristol, Joe Porter, Joe Hinton, Al Kent                                                                                   |
| 1974 | Claudine Buddah 5602           | — | US35 Gold · (34 Wo.)US | R&B1 (34 Wo.)R&B | Erstveröffentlichung: April 1974 Soundtrack zum gleichnamigen Film Produzent: Curtis Mayfield                                                                                                 |
| 1974 | I Feel a Song Buddah 5612      | UK20 Silber · (15 Wo.)UK | US17 Gold · (41 Wo.)US | R&B1 (34 Wo.)R&B | Erstveröffentlichung: November 1974 Produzenten: Burt Bacharach, Tony Camillo, Ralph Moss, Bubba Knight, Edward Patten, Gladys Knight, William Guest, Kenny Kerner, Richie Wise, Bill Withers |
| 1975 | 2nd Anniversary Buddah 5639    | — | US24 Gold · (16 Wo.)US | R&B4 (15 Wo.)R&B | Erstveröffentlichung: Oktober 1975 Produzenten: Eugene McDaniels, Kenny Kerner, Richie Wise                                                                                                   |
| 1976 | Pipe Dreams Buddah 5676        | — | US94 (12 Wo.)US | R&B16 (12 Wo.)R&B | Erstveröffentlichung: November 1976 Soundtrack zum gleichnamigen Film Produzenten: Bubba Knight, Dominic Frontiere                                                                            |
| 1977 | Still Together Buddah 5689     | UK42 (3 Wo.)UK | US51 (21 Wo.)US | R&B18 (14 Wo.)R&B | Erstveröffentlichung: April 1977 Produzenten: Charles Kipps, Van McCoy, Jerry Peters, Tony Camillo                                                                                            |
| 1978 | The One and Only … Buddah 5701 | — | US145 (6 Wo.)US | R&B30 (7 Wo.)R&B | Erstveröffentlichung: August 1978 Produzenten: Bruce Hawes, Charles Kipps, Michael Masser, Rina Sinakin, Van McCoy, Richie Wise, Tony Camillo                                                 |
| 1980 | About Love Columbia 36387      | — | US48 (18 Wo.)US | R&B5 (23 Wo.)R&B | Erstveröffentlichung: Mai 1980 Produzenten: Ashford & Simpson |
| 1981 | Touch Columbia 37086           | — | US109 (8 Wo.)US | R&B22 (39 Wo.)R&B | Erstveröffentlichung: August 1981 Produzenten: Ashford & Simpson, Gladys Knight |
| 1983 | Visions Columbia 38205         | — | US34 Gold · (33 Wo.)US | R&B3 (53 Wo.)R&B | Erstveröffentlichung: Mai 1983 Produzenten: Edmund Sylvers, Joey Gallo, Rickey Smith, Bubba Knight, Gladys Knight, Sam Dees, Richard Randolph, William Zimmerman, Wilmer Raglin               |
| 1985 | Life Columbia 39423            | — | US126 (12 Wo.)US | R&B31 (22 Wo.)R&B | Erstveröffentlichung: März 1985 Executive Producer: Larkin Arnold |
| 1987 | All Our Love MCA 42004         | UK80 (1 Wo.)UK | US39 Gold · (27 Wo.)US | R&B1 (34 Wo.)R&B | Erstveröffentlichung: November 1987 Executive Producer: Bubba Knight, Gladys Knight |